# آرلینگتون (آلاباما)
آرلینگتون (به انگلیسی: Arlington) یک منطقهٔ مسکونی در ایالات متحده آمریکا است که در شهرستان ویلکاکس، آلاباما واقع شده‌است. آرلینگتون ۵۹٫۱۳ متر بالاتر از سطح دریا قرار دارد.